# Jesse Kriel
Jesse André Kriel (Città del Capo, 15 febbraio 1994) è un rugbista a 15 sudafricano, tre quarti centro dei Yokohama Canon Eagles in Top League e campione del mondo nel 2019 e nel 2023 con il Sudafrica.

## Biografia
Cresciuto rugbisticamente nel Maritzburg College di Pietermaritzburg insieme al suo fratello gemello Dan, Jesse André entrò insieme a quest'ultimo, nel 2012, nella selezione provinciale di Pretoria dei Blue Bulls.
Nel 2013 debuttò in Super Rugby per la relativa franchise, i Bulls, e rappresentò il Sudafrica a livello giovanile.
A luglio 2015 esordì per gli Springbok nel Championship contro l'Australia a Brisbane e un mese più tardi firmò un prolungamento di contratto fino al 2019 con i Bulls.
Prese parte alla Coppa del Mondo di rugby 2015 in cui il Sudafrica giunse terzo.
Dopo la fine della Coppa del Mondo firmò un contratto con la squadra giapponese del Red Hurricanes per militare in tale squadra nei periodi in cui non è impegnato con i Bulls nel Super Rugby.

## Palmarès
- Coppe del mondo: 2
Sudafrica: 2019, 2023